# Chris Ingram
Chris Ingram (ur. 7 lipca 1994 w Manchesterze) – brytyjski kierowca rajdowy, Rajdowy Mistrz Europy 2019, syn brytyjskiego kierowcy rajdowego Jonego Ingrama.
W sezonie 2019 został rajdowym mistrzem Europy, nie wygrywając żadnego rajdu eliminacyjnego. Dwa razy zajął drugie miejsce i dwa razy trzecie na osiem rajdów. W czasie tego sezonu wygrał tylko cztery (!) odcinki specjalne.